# Platynectes
Platynectes är ett släkte av skalbaggar. Platynectes ingår i familjen dykare.

## Dottertaxa tillPlatynectes, i alfabetisk ordning[1]
- Platynectes aenescens
- Platynectes ambonensis
- Platynectes australicus
- Platynectes babai
- Platynectes bakewelli
- Platynectes beroni
- Platynectes brownei
- Platynectes buruensis
- Platynectes chapmani
- Platynectes chujoi
- Platynectes darlingtoni
- Platynectes decastigma
- Platynectes decemnotatus
- Platynectes decempunctatus
- Platynectes deletus
- Platynectes dissimilis
- Platynectes gemellatus
- Platynectes gigas
- Platynectes hainanensis
- Platynectes jaechi
- Platynectes javanus
- Platynectes kashmiranus
- Platynectes laurianus
- Platynectes magellanicus
- Platynectes major
- Platynectes manusela
- Platynectes mazzoldii
- Platynectes moluccensis
- Platynectes monostigma
- Platynectes nanlingensis
- Platynectes neoguineensis
- Platynectes nigerrimus
- Platynectes njai
- Platynectes octodecimmaculatus
- Platynectes ornatifrons
- Platynectes parananus
- Platynectes ranongensis
- Platynectes reticulosus
- Platynectes rihai
- Platynectes rodriguezi
- Platynectes semperi
- Platynectes submaculatus
- Platynectes tasmaniae
- Platynectes undecimguttatus
- Platynectes wewalkai